# ریو (فیلم ۲۰۱۱)
ریو (به انگلیسی: Rio) یک فیلم پویانمایی سه بعدی است که در سال ۲۰۱۱ منتشر شد. این فیلم توسط بلو اسکای ساخته و توسط کارلوس سالدانها کارگردانی شده‌است.

## داستان
بلو نوعی طوطی برزیلی کم‌یاب است که توسط دختری به نام لیندا تربیت شده‌است و به دلیل دست آموز بودن، قادر به پرواز نیست. روزی یک پرنده‌شناس به نام تولیو از برزیل به محل کار لیندا می‌آید. تولیو ادعا می‌کند که یک پرنده ماده از گونه طوطی‌های برزیلی به نام جوول پیدا کرده‌است و از لیندا و بلو می‌خواهد که با وی به برزیل بیایند. بلو در برزیل با دو پرنده به نام پدرو و نیکو آشنا می‌شود. او در آنجا، توسط پسری بی خانمان به نام فرناندو دزیده می‌شود و به دست قاچاقچی‌ها می‌افتد. قاچاقچی‌ها پای بلو و جوول را به هم زنجیر می‌کنند. آن دو از دست قاچاقچی‌ها فرار می‌کنند ولی به دلیل اینکه بلو پرواز بلد نیست، جوول هم مجبور است که با دویدن فرار کند. رئیس قاچاقچی‌ها، طوطی سفید رنگی به نام نایجل را برای پیدا کردن آن‌ها مأمور می‌کند. جوول و بلو در جنگل پرنده‌ای به نام رافائل را ملاقات می‌کنند و رافائل به آن‌ها می‌گوید که دوستش لوییز، می‌تواند زنجیر پای آن‌ها را باز کند. بلو و جوول به کنار لوییز می‌روند و لوییز زنجیر آن‌ها را باز می‌کند. جوول پرواز می‌کند و می‌رود و بلو نیز تنها می‌ماند. اما بلافاصله نایجل، جوول را دستگیر می‌کند و هنگامی که بلو برای کمک به جوول می‌رود، در قفس می‌افتد. در نهایت بلو برای نجات جوول، پرواز را یاد می‌گیرد. بلو و جوئل و هم چنین لیندا و تولیو نیز با هم ازدواج می‌کنند.

## صداپیشگی
- جسی آیزنبرگ در نقش بلو
- ان هتوی در نقش جوئل
- لزلی من در نقش لیندا
- رودریگو سانتورو در نقش تولیو
- جامین کلمنت در نقش نایجل
- جرج لوپز در نقش رافائل
- ویل. آی. ام در نقش پدرو
- جیمی فاکس در نقش نیکو
- تریسی مورگان در نقش لوییز
- جیک تی. آستین در نقش فرناندو

## دنباله
انیمیشن ریو ۲ در ادامه این انیمیشن ساخته شد. در ادامه این مجموعه، آبی و جوول صاحب سه فرزند شده‌اند. تولیو و لیندا در طی یک سفر، متوجه می‌شوند که تعداد بیشتری از گونه پرندگان برزیلی وجود دارند.